# Epidemiczne rozsiane zapalenie mózgu i rdzenia
Epidemiczne rozsiane zapalenie mózgu i rdzenia (łac. encephalomyelitis epidemica disseminata, ang. Redlich's syndrome, Redlich-Flatau syndrome, Munch-Petersen's encephalomyelitis) – rzadka i niedostatecznie zdefiniowana neurologiczna jednostka chorobowa, będąca postacią zapalenia mózgu i rdzenia spowodowaną przypuszczalnie przez wirusy. Choroba została opisana w latach 20. i 30. XX wieku w Europie. Termin epidemicznego rozsianego zapalenia mózgu i rdzenia obecnie jest zarzucony.
Objawy przypominają stwardnienie rozsiane, ale są zazwyczaj bardzo łagodne. W badaniu neuropatologicznym stwierdzano bardziej nasilone zmiany zapalne. Najczęstszymi objawami były nieprawidłowe odruchy ścięgniste, parestezje, i wykładniki zapalenia. Rokowanie jest dobre.
Jako pierwsi opisali chorobę niezależnie od siebie, Emil Redlich i Edward Flatau. Redlich uważał, że opisana przez niego choroba i zapalenie mózgu von Economo stanowią warianty tego samego schorzenia. Flatau zasugerował etiologię wirusową, co potwierdził później Michaił Margulis. Chorobę scharakteryzował dokładnie Carl Julius Munch-Petersen.